# Acontias occidentalis
Acontias occidentalis — вид сцинкоподібних ящірок родини сцинкових (Scincidae). Мешкає в Південній Африці.

## Поширення і екологія
Acontias occidentalis мешкають на півночі Південно-Африканської Республіки, на півдні Анголи і Ботсвани, на сході Намібії та в Зімбабве. Вони живуть в сухих саванах і чагарникових заростях та на сухих луках, серед опалого листя і в ґрунті. Зустрічаються на висоті від 600 до 2100 м над рівнем моря.